# ラジオな2人
『ラジオな2人』は、2015年3月2日から2015年9月26日までBSDlifeで放送されていたトーク番組。Dlife初の自社制作帯番組。また、2015年10月4日から番組をリニューアルし開始した『ラジオな2人 リレー』についても本項目で記述する。

## 概要
月曜から金曜に週替わりでよしもと芸人がトークする帯番組。番組タイトルのように、ラジオブースの中にセットを組み、ラジオのような閉ざされた空間で2人（木曜は3人）が、お互いの日常ややってみたかったことなどをじっくり話す。毎日共通のトークコーナーや、週替わりのコーナーを設けている。また、Dlifeでの放送ということで、番組内で必ずディズニーの作品や商品の紹介も行われる。
放送後7日間、パソコン、もしくはスマートフォンのアプリで無料動画配信をしていた。
放送当初は23:00〜の放送であったが、2015年7月6日から翌日深夜1:00〜に変更された。
2015年10月4日よりリニューアルし、放送時間が日曜23:55〜に変更され、番組タイトルも『ラジオな2人 リレー』となり、レギュラーのいずれか1組が週替わりでMCを担当し、他のレギュラーのうち1組をリレーゲストとして迎える形となった。2016年9月18日の放送をもって番組は終了した。

## 出演者
ラジオな2人
- 月曜日 ： 千鳥
- 火曜日 ： ブラックマヨネーズ
- 水曜日 ： オリエンタルラジオ
- 木曜日 ： ハリセンボン&渡辺直美
- 金曜日 ： ピース

ラジオな2人 リレー
- ブラックマヨネーズ
- 千鳥
- ピース
- オリエンタルラジオ
- ハリセンボン&渡辺直美

以上のレギュラーのうちいずれか1組がMCを担当し、他の1組が番組後半からリレーゲストとして出演。リレーゲストとして出演したコンビは翌週の放送でMCを担当する。
- 松本愛[8] - 「ワタシの話を聞いて欲しい!」に出演。

### 放送日程
ラジオな2人 リレー
| 2015年                             | 2015年                                   | 2015年                                   | 2015年                       | 2015年                       | 2015年                  |
| 月                                 | 第1週                                    | 第2週                                    | 第3週                        | 第4週                        | 第5週                   |
| ---------------------------------- | ---------------------------------------- | ---------------------------------------- | ---------------------------- | ---------------------------- | ----------------------- |
| 10月                               | 4日:#1                                   | 11日:#2                                  | 18日:#3                      | 25日:#4                      | -                       |
| 10月                               | オリエンタルラジオ ハリセンボン&渡辺直美 | ハリセンボン&渡辺直美 ブラックマヨネーズ | ブラックマヨネーズ 千鳥      | 千鳥 ピース                  | -                       |
| 11月                               | 1日:#5                                   | 8日:#6                                   | 15日:#7                      | 22日:#8                      | 29日:#9                 |
| 11月                               | ピース オリエンタルラジオ                | オリエンタルラジオ ピース                | ピース ハリセンボン&渡辺直美 | ハリセンボン&渡辺直美 千鳥   | 千鳥 ブラックマヨネーズ |
| 12月                               | 6日:#10                                  | 13日:#11                                 | 20日:#12                     | 27日:#13                     | -                       |
| 12月                               | ブラックマヨネーズ オリエンタルラジオ    | オリエンタルラジオ 千鳥                  | 千鳥 ハリセンボン&渡辺直美   | ハリセンボン&渡辺直美 ピース | -                       |
| 太字がMC、もう一組がリレーゲスト。 |                                          |                                          |                              |                              |                         |

| 2016年                             | 2016年                                   | 2016年                                        | 2016年                                      | 2016年                                   | 2016年                       |
| 月                                 | 第1週                                    | 第2週                                         | 第3週                                       | 第4週                                    | 第5週                        |
| 1月                                | 3日:お正月スペシャル                     | 10日:#14                                      | 17日:#15                                    | 24日:#16                                 | 31日:#17                     |
| ---------------------------------- | ---------------------------------------- | --------------------------------------------- | ------------------------------------------- | ---------------------------------------- | ---------------------------- |
| 1月                                | メンバー全員が出演。 10分拡大放送。      | ピース ブラックマヨネーズ                     | ブラックマヨネーズ オリエンタルラジオ       | オリエンタルラジオ ピース                | ピース 千鳥                  |
| 2月                                | 7日:#18                                  | 14日:#19                                      | 21日:#20                                    | 28日:#21                                 | -                            |
| 2月                                | 千鳥 ブラックマヨネーズ                  | ブラックマヨネーズ ハリセンボン&渡辺直美      | ハリセンボン&渡辺直美 オリエンタルラジオ    | オリエンタルラジオ ブラックマヨネーズ    | -                            |
| 3月                                | 6日:#22                                  | 13日:#23                                      | 20日:#24                                    | 27日:#25                                 | -                            |
| 3月                                | ブラックマヨネーズ ピース                | コラボスペシャル ピース ハリセンボン&渡辺直美 | コラボスペシャル ハリセンボン&渡辺直美 千鳥 | 千鳥 オリエンタルラジオ                  | -                            |
| 4月                                | 3日:#26                                  | 10日:#27                                      | 17日:#28                                    | 24日:#29                                 | -                            |
| 4月                                | オリエンタルラジオ ハリセンボン&渡辺直美 | ハリセンボン&渡辺直美 ブラックマヨネーズ      | ブラックマヨネーズ 千鳥                     | 千鳥 ピース                              | -                            |
| 5月                                | 1日:#30                                  | 8日:#31                                       | 15日:#32                                    | 22日:#33                                 | 29日:#34                     |
| 5月                                | ピース オリエンタルラジオ                | オリエンタルラジオ ピース                     | ピース ブラックマヨネーズ                   | ブラックマヨネーズ ハリセンボン&渡辺直美 | ハリセンボン&渡辺直美 千鳥   |
| 6月                                | 5日:#35                                  | 12日:#36                                      | 19日:#37                                    | 26日:#38                                 | -                            |
| 6月                                | 千鳥 オリエンタルラジオ                  | オリエンタルラジオ ブラックマヨネーズ         | ブラックマヨネーズ 千鳥                     | 千鳥 ハリセンボン&渡辺直美               | -                            |
| 7月                                | 3日:#39                                  | 10日:#40                                      | 17日:#41                                    | 24日:#42                                 | 31日:#43                     |
| 7月                                | ハリセンボン&渡辺直美 ピース             | ピース オリエンタルラジオ                     | オリエンタルラジオ 千鳥                     | 千鳥 ピース                              | ピース ハリセンボン&渡辺直美 |
| 8月                                | 7日:#44                                  | 14日:#45                                      | 21日:#46                                    | 28日:#47                                 | -                            |
| 8月                                | ハリセンボン&渡辺直美 ブラックマヨネーズ | ブラックマヨネーズ オリエンタルラジオ         | オリエンタルラジオ ハリセンボン&渡辺直美    | ハリセンボン&渡辺直美 ピース             | -                            |
| 9月                                | 4日:#48                                  | 11日:#49                                      | 18日:#50                                    | -                                        | -                            |
| 9月                                | ピース ブラックマヨネーズ                | ブラックマヨネーズ 千鳥 ハリセンボン&渡辺直美 | 千鳥 ブラックマヨネーズ オリエンタルラジオ  | -                                        | -                            |
| 太字がMC、もう一組がリレーゲスト。 |                                          |                                               |                                             |                                          |                              |

## コーナー
コーナー名は基本的に「〜（して）欲しい!」という形になっている。
- ランキングを当てて欲しい! / メンバーのイメージランキングを当てて欲しい!
  - あるテーマを基に調査したレギュラーMC11人のランキングの上位5人を予想する。上位5人を完璧に的中させるとグアム旅行がペアでプレゼントされる。
- そこの箱を開けて欲しい! - ブラックマヨネーズMC回。
- お取り寄せを食して欲しい! - 千鳥MC回。
  - 千鳥のマネージャー・岸まり子がしばしば出演した。
- オープニングアクト芸人を見て欲しい! - ピースMC回。
  - 若手芸人のネタ見せコーナー。おかずクラブやおばたのお兄さんを輩出した。
- 最近、○○した話を教えて欲しい! - オリエンタルラジオMC回。
  - ガチャガチャから出てきたカプセルに入ったお題により、トークをする。
- 〜（コーナー名は毎回変わる）欲しい! - ハリセンボン&渡辺直美MC回。

ラジオな2人
- つぶやく人々 - 公式サイトに掲載されたお題にまつわる内容をツイッターでの投稿（つぶやき）で募集し、紹介していく。全曜日共通コーナー。
- Wiki格差をなくそう! - 月曜日（千鳥）
  - Wikipediaの記事の情報量が他のレギュラーと比べて少ないという千鳥が、加筆して欲しいエピソードを披露する。ただし、テレビで得た情報はWikipedia:検証可能性により信頼性に乏しい情報源とされ、Wikipediaにおいては推奨されるものではない。

ラジオな2人 リレー
- リレーゲストをおもてなしして欲しい!
- ワタシの話を聞いて欲しい! - 松本愛が最新のディズニー作品やDlifeで放送されている海外ドラマ等を紹介する。

## エピソード
- 又吉直樹が芥川賞を受賞した時期に放送されていたため、ピースの担当回は『火花』の出版から受賞後の社会現象に至るまでの過程が語られていた貴重な番組となっていた。

## 特別番組
- ラジオな2人 リレー 番外編
  - （2016年4月14日・21:00 - 22:00、LINE LIVE） - 出演：千鳥[17]。
  - （2016年6月23日・23:00 - 24:00、LINE LIVE） - 出演：ブラックマヨネーズ[18]。
  - （2016年7月21日・23:00 - 24:00、LINE LIVE） - 出演：千鳥[19]。